# Рыскулов, Муратбек Рыскулович
Муратбек Рыскулов (кирг. Муратбек Рыскулов; 1909—1974) — советский, киргизский актёр театра и кино. Народный артист СССР (1958).

## Биография
Родился 23 ноября (6 декабря) 1909 года (по другим источникам — 1 декабря и в 1899 году) в селе Чаек (по другим источникам — в с. Кайырма и с. Карой) (ныне Жумгальского района, Нарынская область, Кыргызстан) в семье бедного крестьянина. Был колхозником.
С 1936 года — в труппе Киргизского музыкально-драматического театра (ныне Киргизский театр оперы и балета имени А. Малдыбаева, Бишкек). Одновременно учился в студии при нём, которую окончил в 1937 году.
С 1941 года — актёр Киргизского драматического театра (ныне — Кыргызский национальный академический драматический театр имени Т. Абдумомунова, Бишкек).
Снимался в кино с 1949 года.
Долгие годы до самой кончины бессменно возглавлял Киргизское театральное общество. Состоял членом и председателем жюри многих творческих смотров.
Депутат Верховного Совета Киргизской ССР 5—8-го созывов. Был участником пленумов, съездов ЦК КПСС[уточнить] и КП Киргизской ССР, членом Комитета по Ленинским и Государственным премиям СССР при СМ СССР.
Скончался 1 февраля 1974 года во Фрунзе (ныне Бишкек). Похоронен на Ала-Арчинском кладбище.

### Семья
- Жена — Сабира Кумушалиева (1917—2007), актриса. Народная артистка Киргизской ССР (1967)[6]
- Сын — Искендер Рыскулов (1941—2002), театральный режиссёр, киноактёр. Народный артист Киргизской ССР (1986).

## Звания и награды
- Народный артист Киргизской ССР (1951)[7]
- Народный артист СССР (1958)
- Государственная премия Киргизской ССР имени Токтогула Сатылганова (1967)
- Орден Ленина[8]
- Орден Трудового Красного Знамени
- Орден «Знак Почёта»
- Медали.

## Творчество

### Роли в театре
Киргизский музыкально-драматический театр
- 1936 — «Несчастная Какей» М. Токобаева — Чойбек
- 1937 — «Золотая девушка» Дж. Боконбаева — Момуш
- 1940 — «Проделки Скапена» Мольера — Скапен

Киргизский драматический театр
- 1942 — «Ант» («Клятва») А. Токомбаева — Белек
- 1942 — «Полководец Суворов» И. В. Бахтерева и А. В. Разумовского — Самсонов
- 1943 — «Ким кантти» («Кто что сделал») К. Джантошева — Барпык
- 1943 — «Двенадцатая ночь» У. Шекспира — сэр Тоби
- 1944 — «Кек» («Месть») Р. Шукурбекова — Джолдош
- 1944 — «Курманбек» К. Джантошева — Хан Тейитбек
- 1945 — «Джаныл» К. Маликова и А. Куттубаева — старик — глава рода нойгутов
- 1945 — «Ревизор» Н. Гоголя — Городничий
- 1947 — «Песчаное плоскогорье» Т. Абдумомунова — Бондарев
- 1948 — «Мой аил» Р. Шукурбекова — Рысбек
- 1950 — «Калиновая роща» А. Корнейчука — Романюк
- 1950 — «Отелло» У. Шекспира — Отелло
- 1951 — «Бесприданница» А. Островского — Кнуров
- 1951 — «Мы не те, что были» К. Маликова и А. Куттубаева — Джайыктош
- 1952 — «Человек с ружьём» Н. Погодина — Шадрин
- 1953 — «Егор Булычев и другие» М. Горького — Булычев
- 1953 — «Узкое ущелье» Т. Абдумомунова — Тулькубай
- 1954 — «Расправляют крылья» Ш. Бейшеналиева — Бектур
- 1956 — «Каныбек» К. Джантошева — Каныбек
- 1956 — «Борбаш» Т. Абдумомунова — Борбаш
- 1957 — «Сердце бьётся» К. Маликова — Байболот
- 1958 — «Гроза» А. Островского — Дикой
- 1959 — «На высокой земле» К. Маликова — Айтемир
- 1960 — «Судьба отца» Б. Джакиева — Акылбек
- 1961 — «Лицом к лицу» Ч. Айтматова — Курман
- 1963 — «Король Лир» У. Шекспира — Король Лир
- 1963 — «Терто журуп жатат» А. Токомбаева — Жаров
- 1965 — «Балдар бойго жаткенде» М. Байджиева — профессор
- 1967 — «Любовь Яровая» К. Тренёва — Кошкин
- 1968 — «Алтын аяк» Б. Джакиева — Маке-чал
- 1968 — «Осмонкул» К. Маликова — Суюнбай
- «Кто смеется последним» Т. Абдумомунова — Шермат
- «Горе от ума» А. Грибоедова — Фамусов.
- «Алдар-Косе» Ш. Хусаинова и М. Пинчевского — Алдар-Косе
- «Молодая гвардия» по А. Фадееву — Валько

### Фильмография
- 1949 — «Алитет уходит в горы» — Вааль
- 1955 — «Салтанат» — Тугельбаев - председатель колхоза / Асан - старый чабан
- 1956 — «Илья Муромец» — Неврюй
- 1956 — «Песня табунщика» — Бадма
- 1956 — «Сорок первый» — хозяин каравана
- 1957 — «Легенда о ледяном сердце» — Ашик
- 1957 — «Моя ошибка» — Сабыр
- 1958 — «Далеко в горах» — Сарыгул
- 1959 — «Токтогул» — Керим — бай
- 1960 — «Девушка Тянь-Шаня» — Аширбай
- 1964 — «Белые горы» — аксакал
- 1964 — «Джура» — Козубай
- 1966 — «Небо нашего детства» — Бакай
- 1968 — «Выстрел на перевале Караш» —  Сарсен
- 1968 — «Дорога в тысячу вёрст» — Кубеев
- 1969 — «Ак Меер»
- 1971 — «Поклонись огню» — Аджи
- 1972 — «Улица» — Борош-ава

## Память
- Нарынский областной музыкально-драматический театр носит имя М. Рыскулова